# (16689) Vistula
(16689) Vistula est un astéroïde de la ceinture principale.

## Description
(16689) Vistula est un astéroïde de la ceinture principale. Il fut découvert le 12 août 1994 à La Silla par Eric Walter Elst. Il présente une orbite caractérisée par un demi-grand axe de 3,16 UA, une excentricité de 0,16 et une inclinaison de 11,6° par rapport à l'écliptique.

## Compléments